# Discoteca dei piccoli
Discoteca dei piccoli è un album musicale dal 1975, inciso dal Piccolo Coro dell'Antoniano diretto da Mariele Ventre.

## Tracce
1. Capitan Harlock
2. Woobinda
3. Sì... buonasera
4. Pepito della Pampa
5. Il leone
6. È fuggito l'agnellino
7. Jeeg robot
8. L'orso Giovanni
9. Luna Park
10. Nocciolino
11. La befana Trullallà
12. Viva la gente